# Marco Tullio Cicerone (console 30 a.C.)
Marco Tullio Cicerone (in latino Marcus Tullius Cicero; Roma, 65 a.C. – Siria, 27 a.C.) è stato un politico e militare romano, unico figlio maschio del celebre oratore omonimo e di Terenzia.

## Biografia
Nelle epistole familiari apprendiamo che Cicerone si preoccupò sin da subito dell'educazione del figlio Marco. Nel 51 a.C. Cicerone divenne proconsole della Cilicia e decise di portare con sé il figlio in quella provincia. L'autunno successivo Marco fu mandato in visita al re Deiotaro insieme al cugino e compagno di studi Quinto mentre il padre proseguiva la guerra con alcuni sovversivi del monte Amano. Fece ritorno in Italia alla fine del 50 a.C.
Nel 48 a.C. fu comandante di un battaglione pompeiano durante la battaglia di Farsalo. Dopo la disastrosa sconfitta dei pompeiani, si presentò a Cesare, che lo perdonò. Il padre lo mandò ad Atene a formarsi nella scuola del filosofo peripatetico Cratippo; tuttavia inizialmente Marco seguiva le lezioni e le declamazioni del retore Gorgia, accusato nelle lettere ciceroniane di condurre una vita dissoluta e dedita ai piaceri.
Dopo l'assassinio del padre, Marco si unì all'esercito dei Liberatores, guidati da Marco Giunio Bruto e Gaio Cassio Longino, ma in seguito alla battaglia di Filippi, nel 42 a.C., fu perdonato da Ottaviano. Rimpatriato nel 39 a.C., partecipò alla battaglia di Azio (31 a.C.) agli ordini di Ottaviano e fu augure e console suffectus (30 a.C.).
Dopo il consolato fu proconsole dell'Asia e ambasciatore in Siria.
Per il resto della vita provò sdegno e rancore contro gli assassini che uccisero il padre che, come si sa, furono inviati da Marco Antonio, a causa delle  Filippiche, orazioni di Marco Tullio Cicerone contro l'ex luogotenente di Cesare.
Si impegnò a far rimuovere ogni testimonianza del dominio di Marco Antonio, rimanendo fedele per tutta la vita a Ottaviano Augusto.